# Single Ventricle
In der Medizin bezeichnet man mit Single Ventricle oder Ein-Kammer-Herz einen Formenkreis angeborener Herzfehlbildungen, bei denen sich während der fetalen Entwicklung lediglich eine funktionierende Herzkammer (Ventrikel) ausgebildet hat. Er umfasst sehr vielfältige Formen, die auch unterschiedliche Auswirkungen auf den Kreislauf und das therapeutische Vorgehen haben. Gemeinsam ist allen Formen, dass wirklich nur eine Herzkammer existiert oder eine Hauptkammer, die ihr Blut aus beiden Vorhöfen bekommt mit einer „Nebenkammer“, die ihr Blut aus der Hauptkammer erhält. Ein weiteres Kriterium sind die Zugänge über die Herzklappen und damit der Ein- und Ausstrom der Kammer.

## Formen
Man unterscheidet zwischen zwei Grundformen, je nachdem, ob sich die rechte Herzkammer (Lungenkreislauf) oder die linke Herzkammer (Körperkreislauf) nicht hinreichend ausgebildet hat. Diese werden dann nach der Herzkammer als Single Ventricle mit funktionstüchtigem linken Ventrikel bzw. funktionstüchtigem rechten Ventrikel bezeichnet.
Nach dieser ersten Zuordnung werden dann die eigentlichen Entstehungsursachen auch als Diagnosen benannt:
- Single Ventricle mit funktionstüchtigem linken Ventrikel (die rechte Herzkammer ist nicht ausreichend ausgebildet)
  - Double inlet left ventricle (= DILV) – Beide AV-Klappen oder eine gemeinsame AV-Klappe münden in die linke Herzkammer.
  - Double outlet left ventricle (= DOLV) – Aorta und Lungenarterie verlassen vollständig oder zu mehr als 50 % die funktionell wirksame linke Herzkammer
  - Pulmonalatresie
  - Trikuspidalatresie

- Single Ventricle mit funktionstüchtigem rechten Ventrikel ( die linke Herzkammer ist nicht ausreichend ausgebildet)
  - Double inlet right ventricle (= DIRV) – Beide AV-Klappen oder eine gemeinsame AV-Klappe münden in die rechte Herzkammer.
  - Double outlet right ventricle (= DORV) – Fehlabgang der Aorta aus der rechten Kammer
  - Hypoplastisches Linksherz-Syndrom (= HLHS)

## Therapie
Die chirurgische Therapie in Form von Palliativeingriffen und einer Operation, die die Situation bessert, hängt von der genauen anatomischen Konstellation ab und wird für jedes Kind individuell entschieden.
- Fontan-Operation bei Fehlbildungen des rechten Ventrikels, vor allen Dingen Verschluss von Trikuspidal- und/oder Pulmonalklappe
- Norwood-Operation bei Fehlbildungen des linken Ventrikels, insbesondere beim Hypoplastischen Linksherz-Syndrom
- Herz-Transplantation als Möglichkeit wenn beide vorgenannten Operationen nicht aussichtsreich sind und das Befinden des Kindes es erfordert.